# Datterich
Der Datterich ist eine Darmstädter Lokalposse von Ernst Elias Niebergall aus dem Jahr 1841 und zugleich der Name der Hauptfigur. Bis heute wird dieses bekannte Schauspiel in südhessischer Mundart häufig aufgeführt.

## Handlung

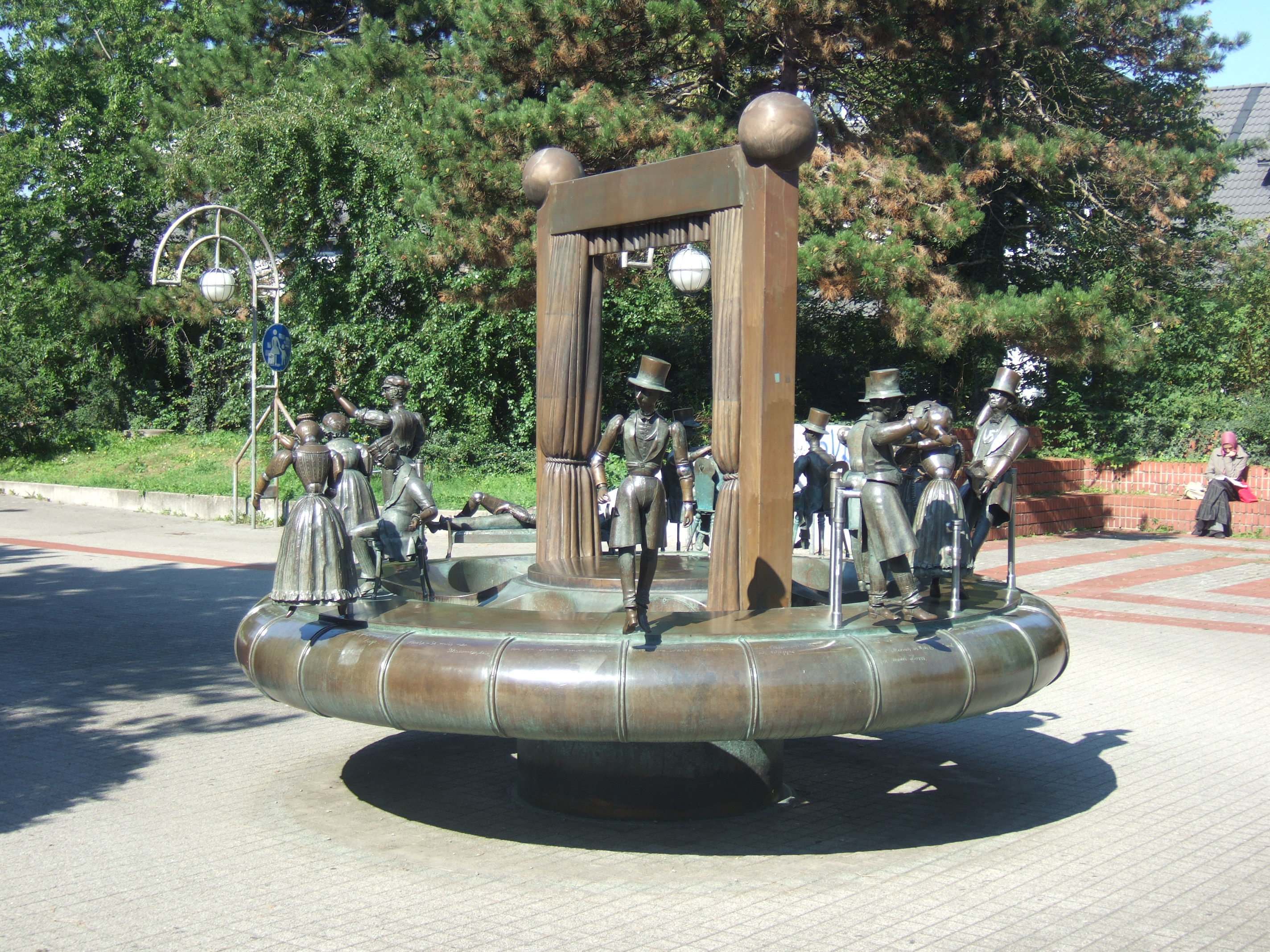
Datterich-Brunnen in Darmstadt (2011)

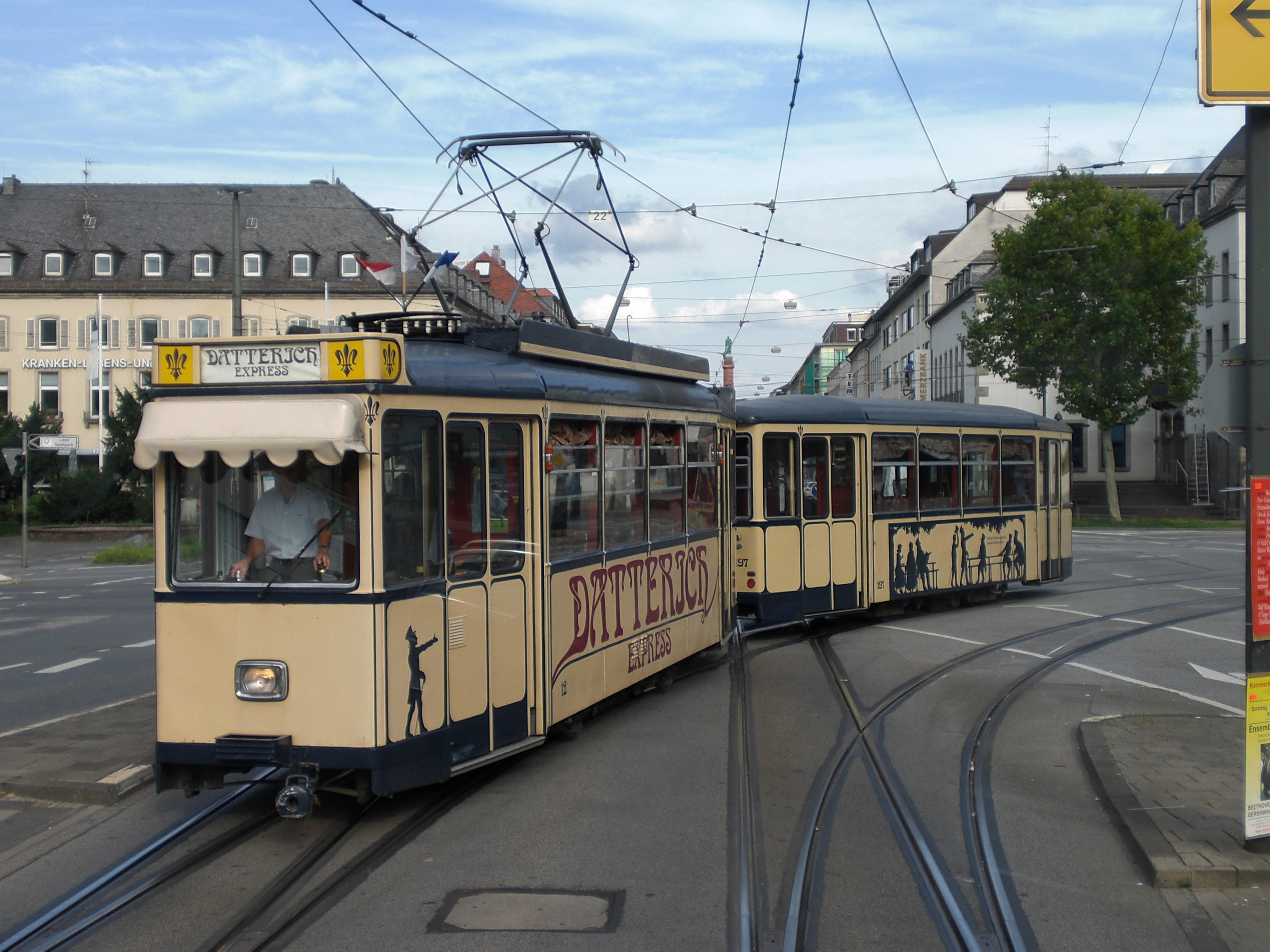
Datterich Express in Darmstadt (2010)

### Erstes Bild
Seit Datterich wegen seiner Trunksucht aus dem Dienst als Finanzbeamter entlassen wurde, plagen ihn ständige Geldsorgen. Sein einziger Zeitvertreib sind Kartenspielen und Trinken: Des hat kahn Vadda. Un jetz! Gewwe Se Owacht, meine Herrn! Von oben herab, sprach Bonabatt! Drumb, Drumb, Drumb! un do is noch e ganzer Hut voll Drimb! Ganjeh! Vier Madador un die Bremjeh! Geriwwelt! Drei Batze à Person! Kitt, Herr Spirwes! Lisettche, noch e halb Scheppche! Aber niemand will ihm mehr Kredit einräumen. Da kommt ihm der leichtgläubige Drehergeselle Schmidt wie gerufen: Den kennt mer vielleicht melke, er hot so en gutmihdige Zug um die Noos erum. Schmidt stammt aus Bessungen und möchte sich als Meister in Darmstadt niederlassen, aber dazu muss er von den Darmstädtern als Bürger recebirt werden. Datterich prahlt mit seinen Heldentaten und verspricht Schmidt, seine Aufnahme sei dank Datterichs guten Verbindungen in höchste Kreise innerhalb von sechs Monaten gewiss. Schmidt ist geschmeichelt und übernimmt großzügig die Zeche.

### Zweites Bild
Familie Dummbach sitzt im Ausflugslokal in Traisa. Am Nachbartisch langweilen sich Spirwes und Bennelbächer. Datterich erscheint mit Schmidt im Gefolge und stellt ihn seinen Zechkumpanen vor. Schmidt freut sich, die heimlich verehrte Marie Dummbach zu treffen, aber die ist entsetzt über seine schlechte Gesellschaft. Er rechtfertigt sich: Er macht, daß ich recebirt wer. Auf ihre skeptische Warnung O geh, loß dich nix weiß mache: der macht-der kahn Somma un kahn Winda! entgegnet er überheblich: Do host-de de Vastehtermich net davoh. Ich wer wisse, was ich wahß!. Währenddessen verwickelt der alte Dummbach Datterich in ein Gespräch über alle politischen Krisenherde Europas und schwadroniert: Sie wern sähe, daß ich recht hob: in fufzig Johr sinn mer all Derke! Aber Datterich lässt ihn stehen, um mit den anderen auf Schmidts Kosten zu zechen und einen Streit mit einer Gruppe Straßenmusikanten anzuzetteln. Familie Dummbach zieht sich pikiert zurück. Schmidt ist traurig, aber Datterich erkennt seine Chance: Um einen Keil zwischen Schmidt und Marie zu treiben, verspricht er ihn anderntags mit Evchen bekannt zu machen. ’S is e Bäsche von mer: da gucke Se sich die Aage blind, un, wos des Best is, sie hat Majes un ihr Vadda sitzt im Gemahnderath. Doch bevor er seinen Plan entwickeln kann, muss er überstürzt den Rückzug antreten, weil er im Hintergrund seinen hartnäckigen Gläubiger Bengler entdeckt.

### Drittes Bild
Datterich sitzt trübsinnig in seiner Dachstube. Schneidermeister Steifschächter erscheint, um eine alte Rechnung zu präsentieren, aber Datterich seift ihn ein und vertröstet ihn auf Samstag: Bezahle, wann mer Geld hat, des is kah Kunst: awwer bezahle, wann mer kahns hat, des is e Kunst, liewer Mann, un die muß ich erscht noch lerne. Auch ein Wirtsjunge, der die offene Zeche für seinen Herrn beitreiben will, wird erfolgreich abgewehrt. Schließlich erscheint der derbe Schuster Bengler. Datterich aber hatte ihn bereits von weitem erspäht und verstellt sich, als ob er im Sterben läge. Im Fieberwahn kreischt er: Verräder, willst du deinen Judassold? Nimm diesen Edelstein aus Persiens Krone! Ha – ich sterbe!, und Bengler muss unverrichteter Dinge abziehen. Schließlich erscheint Schmidt. Sogleich erwähnt Datterich wieder Evchen – des schee Mädche – und verspricht ihm: Sie is ganz vernarrt in Ihne!
Im Hause Dummbach berichtet Marie einige Tage später über Schmidts Untreue. Sie hat gehört, er deht dem Evche die Kur mache, und ihre Mutter bestätigt: Es is dem Lumbekerl sei Bäsje! Der alte Dummbach aber hat nur seine Zeitungen im Kopf und will von solchen Dummheite nichts wissen. Ich bekimmer' mich nix drum. Ich will mei Mädche kahm an de Hals werfe, Basta! Gemorje! Alleine beklagt Marie ihr Schicksal. Da erscheint Evchen und berichtet, der närrische Schmidt lahft mer uf Wähk un Stähk nooch, awwer ich will nix von-em wisse, ich will eier Glick net stehrn. Sie übergibt Marie Schmidts Brief und eilt schnell weiter zum Markt. Marie liest: „Göttin meines Herzens! Wenn die Hoffnung, Gnade vor Ihren Vergißmeinnichtaugen gefunden zu haben, mich nicht täuschte; – wenn Amors Pfeil, der mein Herz durchbohrte, auch Ihren Busen durchdrang; – wenn ich Ihre berauschenden Blicke recht verstanden habe: o, dann wäre das Glück von Millionen Elend gegen meine Seligkeit zu nennen! Wollen Sie diese Seligkeit krönen? O, so erscheinen Sie morgen Abend um acht Uhr an dem Teiche des Herrngartens, wo Philomele ihre Minnelieder seufzt: zu Ihren Füßen werde ich Ihnen dort meine Liebe stammeln. Ich bringe Ihren Herrn Vetter, meinen edeln Freund Datterich, mit.“ Sie weiß sofort, wer der wahre Verfasser dieses Briefes ist. Zornig wünscht sie Datterich, den ungehengt Dieb, des is so e Fedderfuchser, in die tiefste Hölle.

### Viertes Bild
Datterich sitzt mit Schmidt im Wirtshaus. Er sinniert: Ich wahß net, ich hab heit schon de ganze Daag so en vasteckte Dorscht. Schmidt ist unruhig und fürchtet, Marie könne von seiner Verabredung mit Evchen erfahren. Bis dahin bleibt ihm nur noch eine Stunde. Datterich will ihm beibringen, wie er Evchen am besten schmeicheln soll: Es bassirt: nor entferne-Se die link Hand aus dem Hosesack; die gehert uf's Herz, un wo meeglich noch e Bisje schwermihdig geschmunzelt. Als das Schankmädchen Lisette erscheint, will Datterich an ihr seine Verführungskunst demonstrieren, doch Lisette zeigt ihm die kalte Schulter: Spohrn-Se nor Ihrn Othem un lasse Se mich ungeschorn, sonst kann's noch Ebbes absetze. Schmidt bedauert inzwischen, den Brief überhaupt abgeschickt zu haben, und sorgt sich um Marie, die sich bestimmt die Augen ausweine. Datterich spricht ihm Mut zu. Sie trinken Brüderschaft, und Datterich schluchzt sentimental: O Wonne, die in der einen Silbe: Freindschaft, lickt! Ich dausch mit kahm Kurferscht; Un: der Grinder deines Glicks zu wern – ich meegt kreine! Ewig, ewig! Sie machen sich auf den Weg durch das Galgenviertel zum Herrngarten. Da stürmt Bengler in die Wirtsstube. Lisette bestätigt, dass er Datterich nur knapp verpasst hat. Bengler verkündet wütend: Wos mich des Oos schon gebeezt hot! Von enanner reiße kennt ich-en wie en Heering un kennt-em sei vatribbelt Seel aus dem Leib roppe, Gott vazeih mer'sch! Worte Se nor, Ich quittir-em noch mei Guthawwe uf sein Buckel […]: er krickt sei Riß, un wann ich mein Lehrjung de ganze Dook do her an's Hausdohr Poste stelle muß.
Am Herrngarten warten Datterich und Schmidt auf Evchen. Schmidt wird von Gewissensbissen geplagt und möchte am liebsten verschwinden, aber Datterich hält ihn zurück. Da erscheint Evchen in einen Mantel gehüllt. Schmidt bemüht sich, ihr den Hof zu machen, aber seine unbeholfene Liebeserklärung überzeugt sie nicht: Wann Se mir'sch nu mache, wie dem Marieche? Schmidt vergisst sich und klagt: Ach schweie-Se mer still mit dem Marieche – ich bin e schendlicher Mensch! Da interveniert Datterich und versucht die Situation zu retten. Plötzlich tritt Evchen ins Helle – es ist Marie! Zornig ohrfeigt sie Datterich: Da host de dei Genslies, du Hahmducker! Schmidt stürzt auf sie zu: Marieche, lieb Marieche, du bist's?, aber sie weist ihn zurück: Dort steht Ahner un riwwelt sich sein Backe: an den halt' dich: du host-em jo die ganz Zeit gefolgt. Schmidt wendet sich heftig gegen Datterich, der ihn zur Untreue verführt habe, und kündigt ihm die Freundschaft. Dieser versucht einen würdevollen Rückzug und fordert Schmidt sogar pathetisch zum Duell. Schmidt und Marie gehen ab. Alleingelassen beklagt Datterich seine Unbeherrschtheit. Wie lang hätte er den einfältigen Schmidt noch ausnutzen können, wenn nur das kuraschirt Weibsbild nicht dazwischen getreten wäre! Da erscheint sein Freund Spirwes auf der Bühne und tröstet ihn. Datterich prahlt mit seinem bevorstehenden Duell. Gemeinsam gehen sie Abschied trinken.

### Fünftes Bild
Am Freitag darauf sinniert Marie in ihrer Stube. Sie hat Schmidt verziehen, aber er besteht darauf, sich mit Datterich zu duellieren. Ihr Vetter Knippelius erklärt ihr seinen Plan, um das Duell zu verhindern. Er hat Schmidt ausgerichtet, das Treffen am Platz hinter den drei Brunnen sei um eine Stunde auf vier Uhr verschoben, und einen Brief geschrieben, den Marie ihrem Vater zuspielen soll. Als der alte Dummbach den Brief liest, gerät er in Aufruhr. Ein Erpresser will ihn zwingen, die Summe von 500 Gulden um Punkt drei Uhr am Platz hinter den drei Brunnen zu hinterlegen! Wenn das Geld nicht um die bestimmte Stunde da sei, werde er Dummbach das Haus über dem Kopf anzünden! Frau Dummbach ist entsetzt. Gerne würde sie das Geld bezahlen, um dem Feuerteufel zu entgehen, aber der Brief ist anonym. Dummbach entschließt sich, die Polizei zu verständigen. Ein Polizeidiener soll den Platz heimlich überwachen und den Erpresser bei der Übergabe der Beute dingfest machen.
Schmidt erscheint, um sich von Marie zu verabschieden. Er ist fest davon überzeugt, das Duell nicht zu überleben, und wünscht ihr eine bessere Zukunft. Sie tröstet ihn und versucht nochmals, ihn von dem unseligen Zweikampf abzubringen, aber er bleibt standhaft. Währenddessen eilt Frau Dummbach zu ihrer Schwester, um ihr von der Erpressung zu erzählen. Bald darauf eilt Evchen herbei. Sie hat von einem Bäckersjungen gehört, bei Dummbachs sei Feuer gelegt worden, und der Rauch steige in die Höhe.

### Sechstes Bild
Datterich und Spirwes sitzen im Wirtshaus. Als Datterich aus dem Fenster sieht, verabschiedet er sich sehr plötzlich. Aber es ist zu spät. Im Hof läuft er Bengler in die Arme, der ihm zu Lisettes großer Freude die angedrohten Prügel auf den Rücken zählt. Anschließend ist Bengler mit sich hochzufrieden und stärkt sich in der Wirtsstube mit einem Schoppen und einem Brötchen.
In der Nähe der drei Brunnen wachen zwei Polizeidiener. Datterich kommt hinkend herbei und sinniert, ob er Bengler für die schändliche Behandlung nicht auf Schmerzensgeld verklagen kann. Das bevorstehende Duell macht ihm keine Sorge, da er sicherheitshalber die Pistolen nur mit Pulver geladen und die Kugeln weggelassen hat. Er plant, Schmidt edelmütig den ersten Schuss zu überlassen. Eine Blessur vorzutäuschen fällt ihm leicht, dafür hat Bengler schon gesorgt. Seinen eigenen Schuss will er in die Luft abfeuern, dann die Pistole fortwerfen und Schmidt gerührt um den Hals fallen. Den anschließenden Versöhnungstrunk in Traisa soll Schmidt bezahlen!
Plötzlich erscheinen die Polizeidiener und arretieren ihn unter dem Verdacht der Erpressung und versuchten Brandstiftung.

### Siebtes Bild
Am anderen Morgen erscheint Knippelius bei Dummbachs und berichtet von Datterichs Verhaftung. Auch Schmidt erscheint, um sich bei Dummbach – seinem alten Meister – zu rechtfertigen. Knippelius verrät ihm, dass er keinen Datterich brauche, um Meister zu werden – nur das Geld für einen Feuereimer!
Plötzlich erscheint der wieder auf freien Fuß gesetzte Datterich. Großzügig und voller Pathos gratuliert er Schmidt zur Aufnahme als Meister. Auch Knippelius und Dummbach versucht er zu schmeicheln, aber der lässt sich nicht beirren: Soviel mir bekannt is, Herr Datterich, genieße-Se in der hiesige Stadt un de umliegende Ortschafte net des best Renommeh, sonnern erfreie sich eines iwwele Ruf's. Datterich ist beleidigt und antwortet sarkastisch. Als er auch gegen Marie boshaft werden will, packt Schmidt ihn am Kragen und wirft ihn auf die Straße. Dummbach ist gerührt und verkündet, dass in vierzehn Tagen Hochzeit gefeiert wird. Mer wolle uns frahe wie die Ferschte. Seid glicklich minanner!! Nur einer wird beim Hochzeitsschmaus fehlen müssen: Der Datterich!

## Darmstädter Lokalposse
Die Posse ist bis heute ein bedeutender Teil der Darmstädter Identität. Gaststätten und Straßen sind nach ihm ebenso benannt wie der Museumszug der Straßenbahn Darmstadt („Datterich-Express“). Auch die Kumpanen des Protagonisten wurden in Straßennamen verewigt. Der Datterich ist charakterisiert als der „typische“ Darmstädter: Vorlaut, schlitzohrig, immer auf seinen Vorteil bedacht. Etliche Passagen finden sich heute noch im Sprachgebrauch der „Heiner“ wieder. Stellvertretend sei hier nur genannt: „Bezahle, wenn mer Geld hat, des is kah Kunst, aber bezahle, wenn mer kahns hat, des is e Kunst....“

## Zitate
- „Wos spielt mer dann doa am Beste? – Nor eraus! E Katt oder e Scheit Holz!“ (Erstes Bild, erste Szene)
- „Siehst-de net, daß die Menschheit Katt spielt?“ (Erstes Bild, erste Szene)
- „So e Mensch is kah Gäjestand for mein Zorn“ (Zweites Bild, dritte Szene)
- „Ja wohl, die Morgenstunde hat Gold im Munde, absonnerlich, wann mer se vaschläft. In der Klaß bin ich gelernt worn: aurora musis amica, des haaßt uf Deitsch: Morjends schläft mer am Beste.“ (Drittes Bild, erste Szene)
- „Bezahle, wann mer Geld hat, des is kah Kunst: awwer bezahle, wann mer kahns hat, des is e Kunst, liewer Mann, un die muß ich erscht noch lerne.“ (Drittes Bild, zweite Szene)
- „Ich wahß net, ich hab heit schon de ganze Daag so en vasteckte Dorscht“ (Viertes Bild, erste Szene)
- „Es bassirt: nor entferne-Se die link Hand aus dem Hosesack; die gehert uf’s Herz, un wo meeglich noch e Bisje schwermihdig geschmunzelt.“ (Viertes Bild, erste Szene)
- „…is die Eisebahn e Nutze for Dammstadt odder net? – E bedeidender Nutze, ohne Froog. Nemme-Se nor, wieviel reise dann an Dammstadt vabei, die wo sonst ihr Lebdaag net vabeigerahst wehrn?“ (Sechstes Bild, neunte Szene)
- „Er will jetz hechstens Sonndaags emol in’s Werthshaus geh.“ – „Des wehr aach iwwerdriwwe. Einem Mann gehehrt sei Schoppe, wann er’n bezohle kann.“ (Sechstes Bild, neunte Szene)
- „Komme-Se nach Drahse? – Ehr wie net“ (Traisa ist ein Ortsteil der Gemeinde Mühltal, ein Nachbarort von Darmstadt)
- „Er ist ein Quell von Lumperei und Freiheit, der durch lauter Muff fließt“, kommentierte Ernst Bloch den Datterich.[1]

## Darsteller
Bekannte Darsteller des Datterich waren (in chronologischer Reihenfolge):
- Eduard Göbel 1915
- Paul Henckels 1925
- Willi Umminger 1955
- Günter Strack
- Joseph Offenbach
- Ernst Langheinz
- Heinz Schenk
- Robert Stromberger
- Michael Quast
- Heinz Holzhauer
- Hans Diehl
- Fabian Stromberger
- Hans-Joachim Heist 2022

## Bekannte Inszenierungen
- Städtische Bühnen Frankfurt (1962), mit Joseph Offenbach als Datterich, Carl Luley als Drehermeister Dummbach und Else Knott als Babette Dummbach. Die Inszenierung wurde vom Hessischen Rundfunk aufgezeichnet und wird gelegentlich im Fernsehen gezeigt.
- Volkstheater Frankfurt (1996/1997) mit Heinz Schenk in der Titelrolle
- Staatstheater Darmstadt (2000), Regie und Hauptrolle: Robert Stromberger
- Staatstheater Darmstadt (2007), Regie und Hauptrolle: Michael Quast
- Bad Hersfelder Festspiele (2015), Darsteller unter anderem: Heinz Holzhauer, Helmut Markwort, Frank Lehmann

## Hörspiele
- 1924: Datterich – Mit Lene Obermeyer, Hans Nerking, Franz Schneider und Karl Luley – Produzent: Südwestdeutscher Rundfunkdienst AG (Frankfurt am Main) (SÜWRAG)
- 1924: Datterich – Mit Lene Obermeyer, Hans Nerking, Theodor Vollmar, Karl Luley und Alfred Mainzer – Produzent: Südwestdeutscher Rundfunkdienst AG (Frankfurt am Main) (SÜWRAG)
- 1926: Herr Bummerlunder (Datterich in niederdeutscher Sprache) – Regie: Hans Böttcher, mit Richard Ohnsorg, Adolf Johannesson, Willy Scholz, Hans Langmaack, Ada Hamer, Käte Alving u. a. – Produzent: Nordische Rundfunk AG (NORAG)
- 1929: Datterich. Lokalposse – Regie: Franz Joseph Engel, Mit Willy Buschhoff, Alexander Runge, Siegfried Bruck und Rudolf Schlessen – Produzent: Schlesische Funkstunde
- 1950: Der Datterich – Regie: Rudolf Rieth, mit Kasimir Edschmid, Kurt Heyd, Martin Jente, Heinz A. Bopp, Hanns Wilhelm Eppelsheimer u. a. – Produzent: Hessischer Rundfunk (HR)
- 1963: Der Datterich – Bearbeitung und Regie: Robert Stromberger, mit Joseph Offenbach, Alexander Helfmann, Hans Weicker, Reno Nonsens, Otto Stern, Lia Wöhr, Dagmar Hank u. a. – Produzent: HR
- 2002: Der Datterich – Bearbeitung und Regie: Andreas Weber-Schäfer, mit Joachim Jung, Michael Quast, Barbara Zechel, Erik Rastetter, Torsten Eikmeier und Günther Vetter – Produzent: Südwestrundfunk (SWR)
- 2021: Datterich – Regie: Heinz Neumann – Produzent: Hessische Spielgemeinschaft 1925 e. V. Darmstadt, René Hofmann und Thomas Kurek (Fat&Holy Records 2021)[2]

## Sonstiges
Vor der Darmstädter Stadtbibliothek steht heute ein „Datterich-Brunnen“ mit beweglichen Figuren der Hauptcharaktere des Stückes.
Der Journalist und gebürtige Darmstädter Helmut Markwort spielt regelmäßig in Datterich-Aufführungen mit.
2015, zum 200. Geburtstag von Ernst Elias Niebergall, fand das erste Datterich-Festival in Darmstadt statt.
2018 folgte eine von der Regisseurin Iris Stromberger traditionelle Neuinszenierung im Rahmen des Heinerfest, die auch darüber hinaus mit bisher über 4000 Zuschauern ein großer Publikumserfolg ist.

## Ausgaben
- Datterich. Pabst, Darmstadt 1841 (Erstausgabe, mit Zensur auf S. 59 und S. 61)Digitalisat. Faksimile im Manuldruck: Litera, Darmstadt 1924 (Digitalisat). Zweite Ausgabe: Scriba, Friedberg 1855 (Digitalisat).
- Datterich. Hrsg. von Horst Denkler u. Volker Meid (= Reclams Universal-Bibliothek. Band 9776). Reclam, Stuttgart 1984.
- Datterich. Localposse in der Mundart der Darmstädter in sechs Bildern. Nach dem Erstdruck von 1841. Texte und Materialien zur Interpretation besorgt von Volker Klotz. de Gruyter, Berlin 1963.
- Datterich im Projekt Gutenberg-DE (Text des Stückes nach der Ausgabe Berlin 1963)
- Datterich. Lokalposse in 6 Bildern in der Mundart der Darmstädter. Mit Schattenrissen von Hermann Pfeiffer. Justus von Liebig Verlag, Darmstadt 2007, ISBN 978-3-87390-239-8.